# Ziziphus hutchinsonii
Ziziphus hutchinsonii är en brakvedsväxtart som beskrevs av Elmer Drew Merrill. Ziziphus hutchinsonii ingår i släktet Ziziphus och familjen brakvedsväxter. Inga underarter finns listade i Catalogue of Life.